# Grottole
Grottole község (comune) Olaszország Basilicata régiójában Matera megyében.

## Fekvése
A Bradano és Basento folyók közti vízválasztó egyik dombján fekszik, a megye északkeleti részén.

## Története
A település neve valószínűleg a latin cryptulae szóból ered, amelynek jelentése gödröcskék, utalva arra, hogy a vidéken számos agyaggödör volt, amelyekből a helyi kerámia manufaktúrák számára szükséges alapanyagot nyerték ki. Az ókorban a vidék Metapontum vonzáskörzetébe tartozott. Erődítményét a longobárdok építették fel a 11. század elején. A 12. századtól kezdődően nemesi birtok volt. 1874-ben vált önálló községgé.

## Népessége
A népesség számának alakulása:

## Főbb látnivalói
- Santa Maria Maggiore-templom
- San Rocco-templom
- Castello - a település vára
- Sant’Antonio Abate-szentély (13. század)